# Wilfredo Ferrán
Wilfredo Ferrán fue un director de teatro y de televisión argentino que nació en 1931 y falleció en Buenos Aires, Argentina, el 10 de agosto de 2003 luego de una larga carrera profesional. 

## Actividad artística
Ferrán estudió en la Facultad de Filosofía y Letras de la Universidad de Buenos Aires, egresó como profesor de letras y empezó a trabajar en el teatro y en la televisión recientemente inaugurada en el país. En 1961 debutó en el teatro con una puesta de Pigmalión. Al año siguiente dirigió Uniforme Blanco y Lástima que sea una perdida, obra por la cual fue consagrado por los críticos teatrales el mejor director de ese año. Más adelante vinieron versiones exitosas de Locos de verano  y de El violinista en el tejado, obra esta última que batió récords de público durante dos años y fue puesta también en Brasil en versión en portugués.
A fines de la década de 1960 se inició en televisión como asistente, y se consagró como director en 1972, con la telenovela Me llaman Gorrión, con Beatriz Taibo y Alberto Martín como coprotagonistas. Luego vendrían numerosas horas de televisión, entre ellas muchos capítulos de Su comedia favorita y, en 1985, la novela de Delia González Márquez Coraje, Mamá, con María Aurelia Bisutti y Raúl Aubel. En 1979 y 1980 dirigió por Canal 9 las dos obras mensuales que integraban el programa Teatro de Humor de Darío Vittori.
Otras puestas destacables son la que realizara en 1976 en el Teatro General San Martín de Dulce... dulce vida, obra de su autoría en colaboración con Víctor Buchino basada en la obra Así es la vida, la comedia musical infantil Plumas y Plumerillos y, en 1977 y 1978, Chicago de Bob Fosse por la compañía de Nélida Lobato en el Teatro El Nacional.
Wilfredo Ferrán falleció en Buenos Aires, Argentina, el 10 de agosto de 2003.

## Obra
Director de televisión
- Bodas de Sangre por Lola Membrives en Sábados de Teatro por Canal 9 (1965)
- Teatro de Humor de Darío Vittori por Canal 9 (1979-1980)
- Coraje, Mamá (1985) Serie
- Un día 32 en San Telmo (1980) Serie
- La Novela Argentina (1977-1978)  Ciclo de Unitarios
- Alta Comedia episodio Los árboles mueren de pie (1974)
- Alta Comedia episodio El hombre que yo maté (1973)
- Me llaman Gorrión (1972) Serie
- Pequemos un poquito (1971)

Autor teatral
- Dulce... dulce vida

Director teatral
- Dulce... dulce vida
- Las aventuras de Paloma
- Doña Clorinda la descontenta
- Tres Valses de Oscar Straus (1978/9)
- Chicago de Bob Fosse por la compañía de Nélida Lobato en el Teatro El Nacional (1977/8)
- La sexta esposa en el Teatro Astral.
- Eso nos gusta a todos en el Teatro Regina de Mar del Plata.
- La vida comienza cada mañana (1984)
- Tres Valses de Oscar Straus en el Teatro Presidente Alvear (1978/9)
- Pigmalión
- Uniforme Blanco
- Lástima que sea una perdida
- Locos de verano
- El violinista en el tejado